# Mausoleo di Diri Baba
Il mausoleo di Diri Baba (in azero - Diribaba türbəsi) è il mausoleo dello sceicco Diri Baba, situato nella città di Qoobustan, nel distretto di Qobustan in Azerbaigian.

## Architettura
Il mausoleo risale al XV secolo e sorge su un sito scavato nella roccia lungo la strada da Baku a Shamakhi, nel villaggio di Maraza. Davanti all'edificio sorge un antico cimitero. 
La costruzione si sviluppa su due piani: il primo ha un ingresso con copertura a volta d'ogiva a lancetta che, attraverso un corridoio, porta ad un piccolo vestibolo con una cupola ottaedrica, dove gli ospiti lasciano le scarpe.
Al secondo piano, raggiungibile tramite una scala scavata nella roccia, c'è una sala di circa 15 m² con copertura a cupola rialzata e pennacchi con nicchie angolari decorati con motivi floreali. Più che il primo piano, è il secondo che costituisce la parte principale del mausoleo.
Su uno dei pennacchi della cupola si legge un'iscrizione che riporta una data, l'anno 1402, così come una parte del nome dell'architetto "[...] il figlio di Ustad Haji". Il mausoleo è decorato con un mosaico e con una scritta disegnata da un calligrafo chiamato Dervish; è decorato anche con un mosaico e un testo funebre che indica il nome di un sovrano degli Shirvanshah, Ibrahim I di Shirvan, inciso in un muro.
Il mausoleo è caratterizzato dalla severità e l'imponenza della sua architettura, la purezza delle linee, la luminosità della superficie, il contrasto tra le sue mura lisce e la scabra e scura parete rocciosa. 
L'edificio è un capolavoro della scuola di architettura di Shirvan, ed è un monumento protetto dal governo.
Per molto tempo, i residenti locali hanno tramandato una leggenda secondo la quale il corpo di un santo chiamato Diri Baba fu qui sepolto e rimasto tuttora incorrotto; più in generale, molte leggende e avvenimenti mistici sono legati a questo monumento, motivo per il quale il mausoleo attrae molti pellegrini e curiosi sin dal XVII secolo.
È descritto nei diari di Cornelis de Brujin e Adam Olearius (vissuti entrambi nel Seicento), così come nei lavori di Bernhard Dorn.